# Desaparición del Boeing B-47E Stratojet 52-534

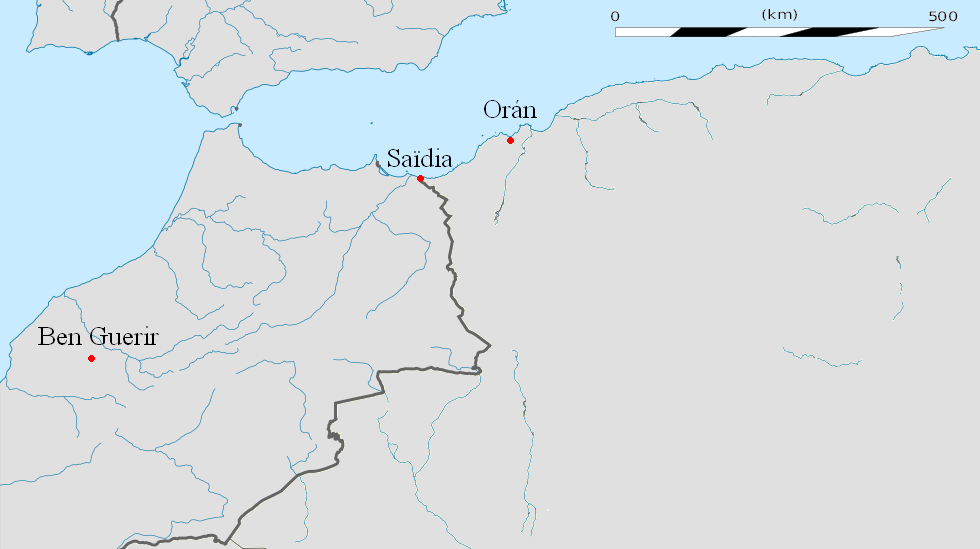
Localización de Orán, Saïda y Ben Guerir.

La desaparición del Boeing B-47E Stratojet 52-534 se produjo el 10 de marzo de 1956 en el Mar Mediterráneo. El avión de la USAF, con tres tripulantes, transportaba dos núcleos de material para armas nucleares en compartimentos de carga, desmontadas; una detonación nuclear no era posible.

## Vuelo

### Inicio
Cuatro Boeing B-47E Stratojet partieron desde la MacDill Air Force Base, en Tampa, (Florida, EE. UU.), en una misión rutinaria: un vuelo sin paradas con destino a la base aérea militar de Ben Guerir, en la región Marrakech-Tensift-Al Hauz de Marruecos, y completaron el primer reabastecimiento en vuelo sin incidentes.

### Desaparición
Después de prepararse para iniciar el segundo reabastecimiento, a 90 millas al suroeste de Orán, a 4267 m de altitud, el B-47E con número de serie 52-534, dejó de transmitir, cesando la comunicación con el avión cisterna KC-97.
El avión estaba tripulado por Robert H. Hodgin, Gordon M. Insley y Ronald L. Kurtz.

### Investigación
Una agencia de noticias francesa informó que el aparato habría explotado en el aire cerca de Sebatna, en el Marruecos francés. Después de una búsqueda exhaustiva no se pudieron localizar restos del aparato, y el lugar exacto de su desaparición no fue nunca establecido, aunque se apuntó el sureste de Saïdia, una villa costera, próxima a la frontera entre  Argelia y Marruecos.